# Tren Talcahuano-Laja
El Tren Laja - Talcahuano , anteriormente denominado Corto Laja,[cita requerida]y Servicio Regional Laja-Talcahuano, es un servicio ferroviario regional tradicional, heredero de los antiguos servicios locales y del antiguo servicio El Valdiviano Concepción-Valdivia.

## Historia

### Década de 1990
Este servicio en la década de 1990 fue realizado con coches de clase económica y coche de segunda, remolcado por una locomotora E17 (italiana) y luego por locomotora Brissoneau et Lotz de la serie D7100, o Locomotora American Locomotive Co. de la serie D 16000. Debido al número de coches, se le llamaba el Corto. Este tren salía en la mañana de Laja y llegaba a la Antigua Estación Central de Concepción. Luego partía a Renaico en un viaje de casi tres horas. Regresaba a Concepción. Finalmente, a las 20.00 regresaba a Laja, en donde se quedaba el convoy para salir a la mañana siguiente.
En diciembre de 1999, el servicio se extiende desde Talcahuano, debido a la implementación del Biotrén. Se implementa una salida dominical en la mañana a Renaico con el automotor AM-21 (italiano) remolcado por una locomotora diésel.
Debido a la fuerte demanda veraniega, en verano 2000-2001, se incrementan los servicios.

### Década del 2000
En 2001, los automotores AEL comienzan a llegar hasta Laja. En 2002, es posible ver locomotoras E30 remolcando algunos servicios a Renaico. En 2003, llegan automotores AEL a Renaico.
Luego de la inauguración del servicio Terrasur Temuco, los coches de clase Turista del antiguo Rápido de la Frontera, fueron traspasados al servicio. 
Operado durante 2005 con composición de trenes con locomotora E 30 y coches japoneses Kisha Seizo Kaisha (KSK) de clase salón, finalmente volvieron a ser operados con automotores de la serie AEL en el tramo a Renaico y con el automotor AES 8 en el tramo a Laja.
En diciembre de 2005 empezó a salir desde la estación Hualqui, los servicios diurnos a Laja, con combinación con los automotores UT 440 Concepción del Biotrén.
Los servicios a Renaico y el servicio vespertino a Laja salen desde El Arenal. A partir de 2006 empieza a depender de la Gerencia Zonal del Biobío de la Empresa de los Ferrocarriles del Estado.
El servicio a Renaico, ha sido suspendido desde el 11 de julio de 2006, debido a que la vía quedó interrumpida en varios puntos, destacándose, el tramo al norte de Coihue, el que se terminó de reparar a mediados de septiembre de 2006. Actualmente el servicio se encuentra operativo. A mediados de septiembre se reestructuraron las gerencias reduciéndose su número y la Gerencia Zonal del Biobío se suprimió. En octubre de 2006, los servicios que salen desde Talcahuano - El Arenal, se detienen en todas las estaciones de la L1 de la Red Biotrén. Desde mediados de marzo de 2007, se ha suprimido el tramo Laja a Renaico, por lo que la extensión del servicio a este sector ha quedado en forma facultativa. Durante el verano de 2008, el servicio a Renaico tiene una frecuencia por sentido, suprimiéndose definitivamente.
El 1 de mayo de 2008, Ferrocarriles Suburbanos de Concepción S.A. asume la administración del servicio Corto Laja, conocido también como «Tren Temático de las tradiciones». El servicio se asocia con eventos costumbristas y festividades de la Ribera Norte del Biobío y alrededores. Estofado de San Juan en Rere (combinando en Estación Buenuraqui), festividad de San Sebastián en Yumbel (combinando en la estación homónima), entre otros. En verano de 2010, se reanuda un servicio adicional Talcamávida-Talcahuano (el Arenal). 

### Década del 2010
A partir de 2012 ha comenzado un proceso de "actualización" del material rodante, reemplazando los automotores argentinos AES y el AEL-37 que quedó "bajo norma" (técnicamente, dado de baja) a inicios de marzo del 2012 por las unidades UT 440R 105, 109 y 111 enviadas desde el Metrotren, también de la misma manera a partir de ese mismo año las UT 440MC de Biotren empiezan a realizar el servicio Corto Laja. [cita requerida]

### Década del 2020
En octubre de 2020 se anunció el cambio de las locomotoras del servicio, siendo reemplazadas por modelos importados desde China. Las tres nuevas máquinas comenzarán a operar durante el primer semestre de 2021.
En enero de 2021 se aprobó el mejoramiento de la infraestructura eléctrica de 47 km de vía entre la estación Laja y la estación Hualqui; los trabajos terminarán en el primer semestre de 2022.
El 24 de mayo de 2021 el servicio cambió de nombre, abandonando la denominación de «Corto Laja» y adoptando el nombre genérico de «Tren Talcahuano-Laja». La tarde del 26 de octubre de 2021 inicio la operación de los nuevos trenes CRRC SFE200, que reemplazan a la serie 440 en el tramo. De esta forma el servicio Tren Talcahuano - Laja contara por primera vez con trenes nuevos.
En 2022 el Ministerio de Obras Públicas, el Gobierno Regional del Biobío y EFE abrieron la discusión de extender el Tren Talcahuano-Laja hasta la comuna de Los Ángeles. Se deben realizar la primera fase de estudios para determinar si el servicio es viable. se invertirán 200 millones de pesos en estudios básicos de un servicio entre Concepción y Los Ángeles, y habrían razones de crecimiento poblacional y movilidad pública para pensar seriamente en este proyecto.